# Sonate K. 500
La sonate K. 500 (F.444/L.492) en la majeur est une œuvre pour clavier du compositeur italien Domenico Scarlatti.

## Présentation
La sonate K. 500, en la majeur, notée Allegro, forme une paire avec la sonate précédente. Comme pour la sonate K. 493, Scarlatti traite dans l'ouverture en imitation et diminution à chaque répétition (quatre mesure, puis deux) ainsi qu'au début de la seconde section. On note l'asymétrie thématique entre les deux sections, en particulier leurs cadences finales. La pièce se compose uniquement de gestes instrumentaux, plus évidemment en seconde section.
L'influence de cette sonate transparaît dans l'étude 44 du Gradus ad Parnassum de Clementi.

## Manuscrits
Le manuscrit principal est le numéro 17 du volume XII (Ms. 9783) de Venise (1756), copié pour Maria Barbara ; les autres sont Parme XIV 17 (Ms. A. G. 31419), Münster (D-MÜp) I 35 (Sant Hs 3964) et Vienne C 30 (VII 28011 C).

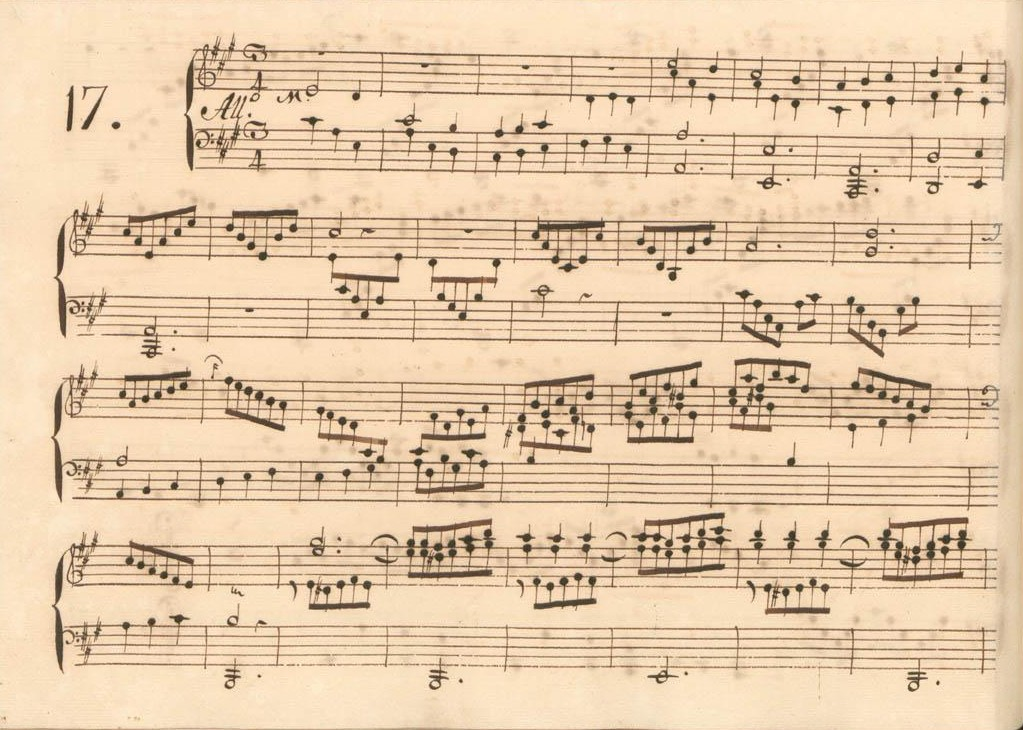
Parme XIV 17.
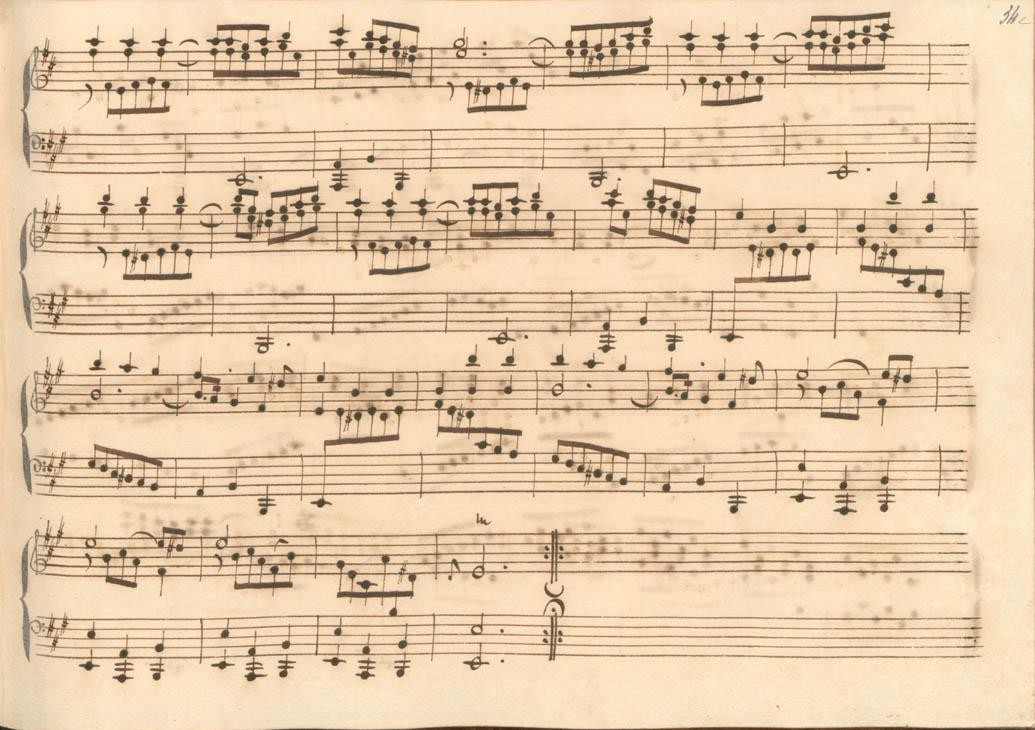
Parme XIV 17 (fin de la première section).
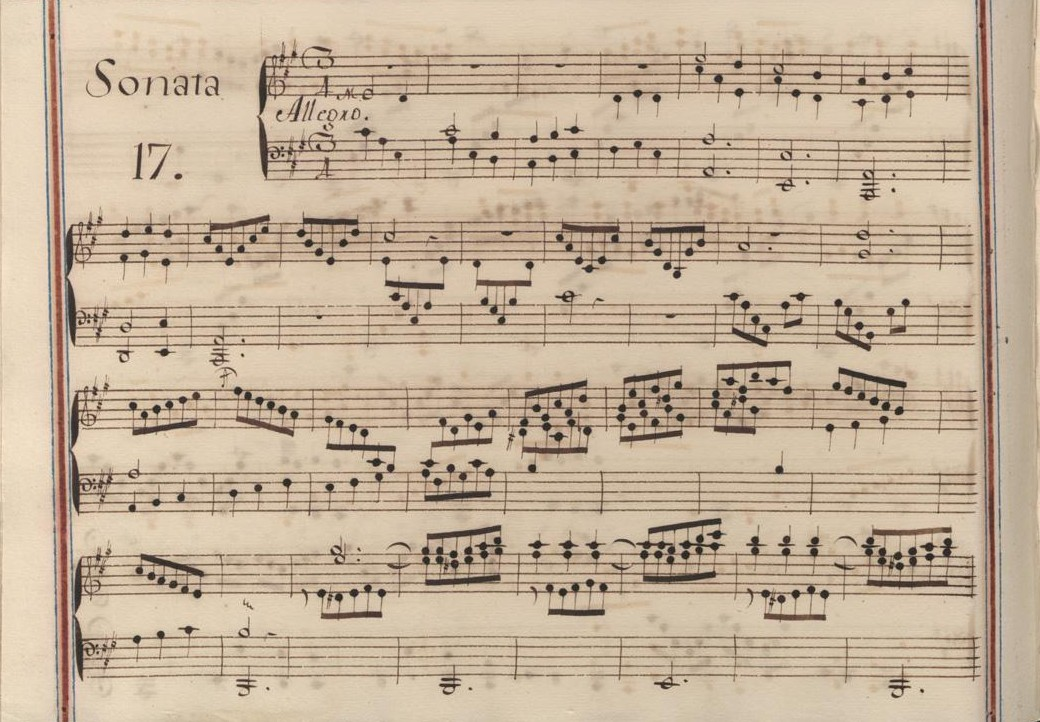
Venise XII 17.
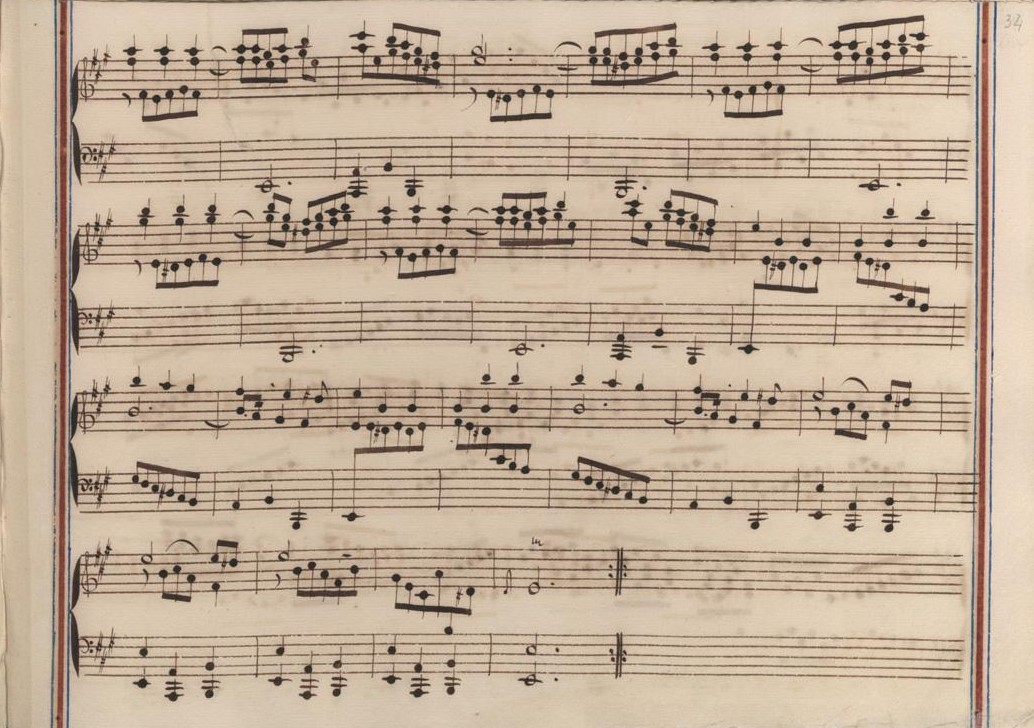
Venise XII 17 (fin de la première section).
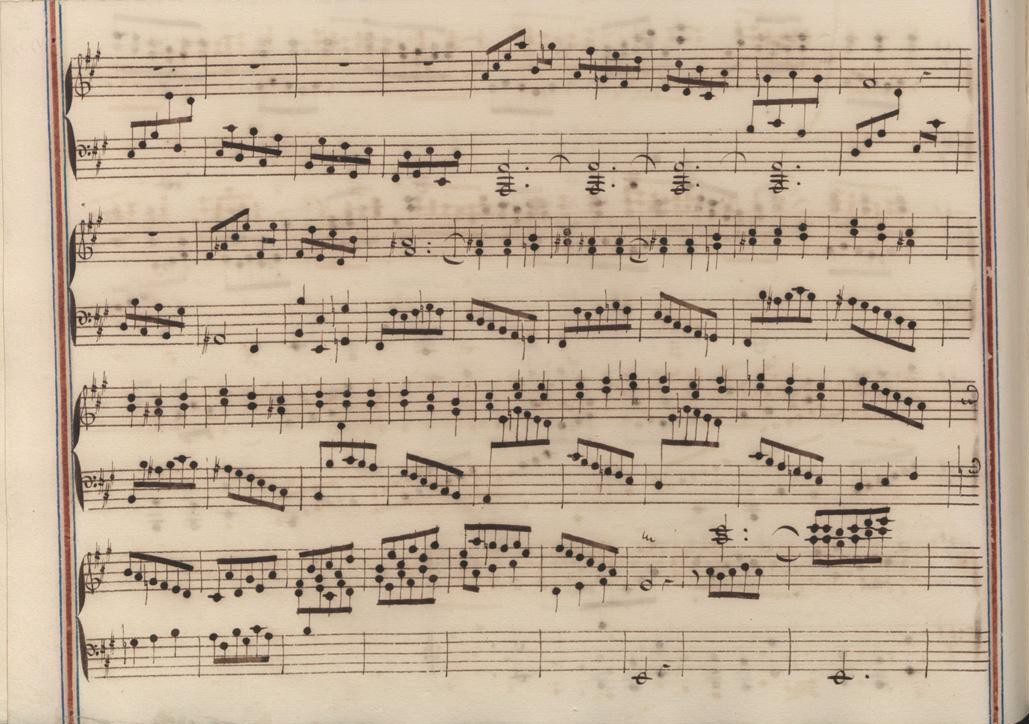
Venise XII 17 (début de la seconde section).
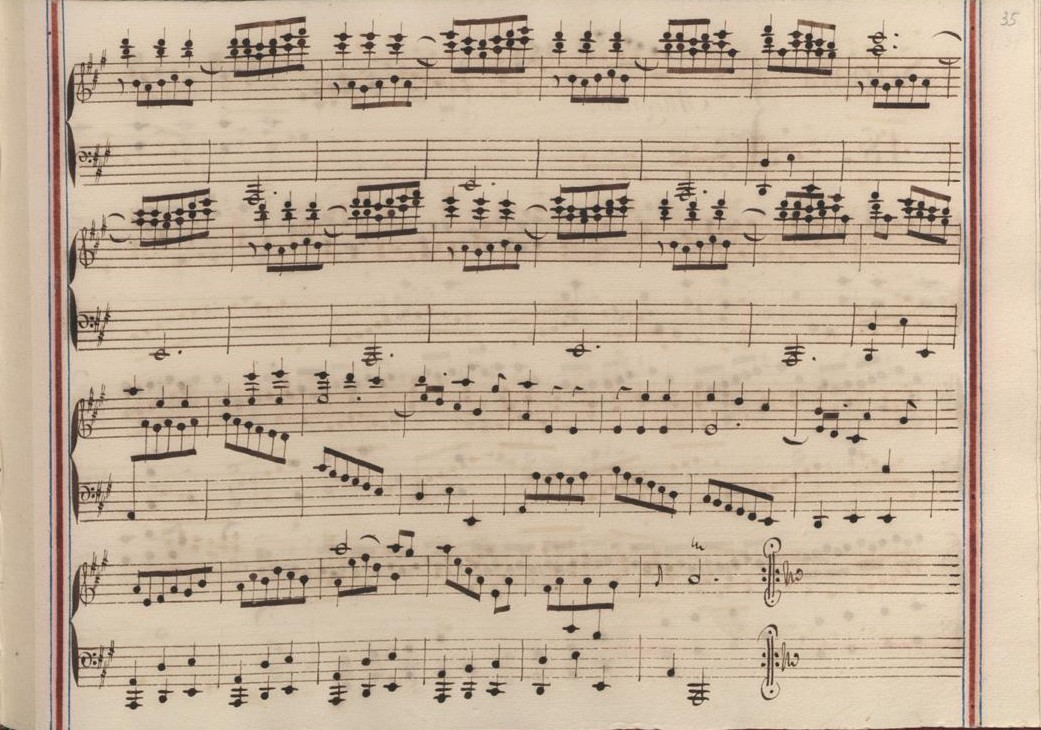
Venise XII 17 (fin de la sonate).

## Interprètes
La sonate K. 500 est défendue au piano notamment par Konstantin Scherbakov (2000, Naxos, vol. 7), Carlo Grante (2016, Music & Arts, vol. 5) ; au clavecin, elle est jouée par Scott Ross (1985, Erato), Richard Lester (2004, Nimbus, vol. 5) et Pieter-Jan Belder (2007, Brilliant Classics, vol. 11).

## Sources
: document utilisé comme source pour la rédaction de cet article.
- Ralph Kirkpatrick (trad. de l'anglais par Dennis Collins), Domenico Scarlatti, Paris, Lattès, coll. « Musique et Musiciens », 1982 (1re éd. 1953 (en)), 493 p. (ISBN 978-2-7096-0118-4, OCLC 954954205, BNF 34689181).
- Alain de Chambure, « Domenico Scarlatti, Intégrale des sonates — Scott Ross », Erato/Éditions Costallat (2564-62092-2 (livret : 2292-45309-2)), 1985 (OCLC 891183737) .
- (en) Carlo Grante, « Domenico Scarlatti, intégrale des sonates pour clavier (vol. 5) », Music & Arts (CD-1294), 2017 (OCLC 1079366528) .